# Mézières-Est (tổng)
Tổng Mézières-Est là một tổng ở tỉnh Ardennes trong vùng Grand Est.

## Hành chính
| Giai đoạn | Ủy viên         | Đảng | Tư cách |
| --------- | --------------- | ---- | ------- |
| 1982-1998 | Lucien Bauchart | PS   |         |
| 1998-2001 | Claudine Ledoux | PS   |         |
| 2001-2008 | Bruno François  | PS   |         |
| 2008-2014 | Bruno François  | PS   |         |

## Các đơn vị hành chính
Tổng Mézières-Est gồm 2 xã với dân số 19 311 người (điều tra năm 1999, dân số không tính trùng)
| Xã                   | Dân số | Mã bưu chính | Mã insee |
| -------------------- | ------ | ------------ | -------- |
| Charleville-Mézières | 17 221 | 08000        | 08105    |
| La Francheville      | 1 590  | 08000        | 08180    |

## Thông tin nhân khẩu
| 1962                                                     | 1968 | 1975 | 1982 | 1990   | 1999   |
| -------------------------------------------------------- | ---- | ---- | ---- | ------ | ------ |
| -                                                        | -    | -    | -    | 19 051 | 19 311 |
| Nombre retenu à partir de 1962 : dân số không tính trùng |      |      |      |        |        |